# Martin Stokken
Martin Stokken (Snillfjord, 16 gennaio 1923 – Trondheim, 25 marzo 1984) è stato un fondista e mezzofondista norvegese.

## Palmarès

### Olimpiadi invernali
- Argento a Oslo 1952 nella staffetta 4x10 km.

### Mondiali
- Bronzo a Lake Placid 1950 nella staffetta 4x10 km.

## Onorificenze
- Medaglia Holmenkollen (1954)